# ニュースChiba
『ニュースChiba』（ニュースチバ）は、千葉テレビ放送（チバテレ）にて2009年3月30日から2010年3月28日まで毎日夕方18:00 - 18:10に放送されていた千葉県ローカル報道番組である。
本稿では、2009年3月30日から2010年3月26日まで放送されていた夜のニュース番組『ニュースChiba21』（ニュースチバにじゅういち）についても併せて記述する。

## 概要
夕方のニュース番組『NEWS WAVE ちば』と夜のニュース番組『ニュースC-MASTER』をリニューアルする形で開始された。このリニューアルにあたり、千葉テレビ放送のニュース番組のタイトルを統一し、『ニュースChiba』とした。
また、開始にあたり千葉テレビ放送では久方ぶりに放送局社員としての女性アナウンサーを採用している。なお、『ニュースC-MASTER』は1時間番組だったが、『ニュースChiba21』は30分番組に短縮している。
ニュースChibaは2010年3月28日で、ニュースChiba21は2010年3月26日で放送終了。それぞれ後番組は『NEWSチバ600』、『NEWSチバ930』（放送時間を21:30-21:55に変更）となる。

## 放送時間
- ニュースChiba 月曜～日曜 18:00 - 18:10
  - 日曜は18:01からの放送が多い。これは日曜日にスポンサーがつかないケースが多いためである。
- ニュースChiba21 月曜～水曜 21:00 - 21:30、木・金曜 21:00 - 21:25
  - 『マリーンズナイター』等により放送時間が繰り下げになることがある。最大繰り下げ時は22:00 - 22:30に放送される。その際、その時間に割り当てられていた番組は全て休止となる。
    - 水曜日に野球中継を行った場合は25分間の放送（残り5分で「中国世界遺産ものがたり」を放送するため）。

  - 木曜日・金曜日は21:00 - 21:25の25分間の放送となる（木曜は『ニュースChiba21』の内包コーナーが独立した『ビジネススタイル』、金曜は『創価学会天気予報』を放送）。

## キャスター
- 宮地麻理子（ニュースChiba21のみ。メインキャスター）
- 中野涼子（チバテレビアナウンサー、2010年3月にチバテレ退職の為同年3月24日まで担当）
- 谷岡恵里子（元チバテレビアナウンサー）
- 坂口千夏（ニュースChibaのみ（2010年2月以降、日曜担当）、フリーアナウンサー）

中野・谷岡の両アナウンサーはシフト勤務のため、番組にはどちらか一方が出演する。
ニュースChibaは中野・谷岡の中から1名、ニュースChiba21は宮地とチバテレビアナウンサー（中野・谷岡のいずれか）の2名体制となる。日曜日は2010年1月まで中野・谷岡のいずれかが担当していたが、同年2月以降坂口が日曜専任となった。